# Misstag (schack)
Den här artikeln använder algebraisk schacknotation för att beskriva schackdragen.
|   | a | b | c | d | e | f | g | h |   |
| 8 | h8 svart kung · c7 svart bonde · g7 svart bonde · h7 svart bonde · a6 svart bonde · b5 svart bonde · d5 svart bonde · g5 svart drottning · a4 vit bonde · b4 vit bonde · d4 vit springare · e4 svart bonde · f4 svart torn · a3 vit löpare · c3 vit bonde · e3 vit drottning · h3 vit bonde · g2 vit löpare · a1 vit torn · d1 svart springare · g1 vit kung | h8 svart kung · c7 svart bonde · g7 svart bonde · h7 svart bonde · a6 svart bonde · b5 svart bonde · d5 svart bonde · g5 svart drottning · a4 vit bonde · b4 vit bonde · d4 vit springare · e4 svart bonde · f4 svart torn · a3 vit löpare · c3 vit bonde · e3 vit drottning · h3 vit bonde · g2 vit löpare · a1 vit torn · d1 svart springare · g1 vit kung | h8 svart kung · c7 svart bonde · g7 svart bonde · h7 svart bonde · a6 svart bonde · b5 svart bonde · d5 svart bonde · g5 svart drottning · a4 vit bonde · b4 vit bonde · d4 vit springare · e4 svart bonde · f4 svart torn · a3 vit löpare · c3 vit bonde · e3 vit drottning · h3 vit bonde · g2 vit löpare · a1 vit torn · d1 svart springare · g1 vit kung | h8 svart kung · c7 svart bonde · g7 svart bonde · h7 svart bonde · a6 svart bonde · b5 svart bonde · d5 svart bonde · g5 svart drottning · a4 vit bonde · b4 vit bonde · d4 vit springare · e4 svart bonde · f4 svart torn · a3 vit löpare · c3 vit bonde · e3 vit drottning · h3 vit bonde · g2 vit löpare · a1 vit torn · d1 svart springare · g1 vit kung | h8 svart kung · c7 svart bonde · g7 svart bonde · h7 svart bonde · a6 svart bonde · b5 svart bonde · d5 svart bonde · g5 svart drottning · a4 vit bonde · b4 vit bonde · d4 vit springare · e4 svart bonde · f4 svart torn · a3 vit löpare · c3 vit bonde · e3 vit drottning · h3 vit bonde · g2 vit löpare · a1 vit torn · d1 svart springare · g1 vit kung | h8 svart kung · c7 svart bonde · g7 svart bonde · h7 svart bonde · a6 svart bonde · b5 svart bonde · d5 svart bonde · g5 svart drottning · a4 vit bonde · b4 vit bonde · d4 vit springare · e4 svart bonde · f4 svart torn · a3 vit löpare · c3 vit bonde · e3 vit drottning · h3 vit bonde · g2 vit löpare · a1 vit torn · d1 svart springare · g1 vit kung | h8 svart kung · c7 svart bonde · g7 svart bonde · h7 svart bonde · a6 svart bonde · b5 svart bonde · d5 svart bonde · g5 svart drottning · a4 vit bonde · b4 vit bonde · d4 vit springare · e4 svart bonde · f4 svart torn · a3 vit löpare · c3 vit bonde · e3 vit drottning · h3 vit bonde · g2 vit löpare · a1 vit torn · d1 svart springare · g1 vit kung | h8 svart kung · c7 svart bonde · g7 svart bonde · h7 svart bonde · a6 svart bonde · b5 svart bonde · d5 svart bonde · g5 svart drottning · a4 vit bonde · b4 vit bonde · d4 vit springare · e4 svart bonde · f4 svart torn · a3 vit löpare · c3 vit bonde · e3 vit drottning · h3 vit bonde · g2 vit löpare · a1 vit torn · d1 svart springare · g1 vit kung | 8 |
| 7 | h8 svart kung · c7 svart bonde · g7 svart bonde · h7 svart bonde · a6 svart bonde · b5 svart bonde · d5 svart bonde · g5 svart drottning · a4 vit bonde · b4 vit bonde · d4 vit springare · e4 svart bonde · f4 svart torn · a3 vit löpare · c3 vit bonde · e3 vit drottning · h3 vit bonde · g2 vit löpare · a1 vit torn · d1 svart springare · g1 vit kung | h8 svart kung · c7 svart bonde · g7 svart bonde · h7 svart bonde · a6 svart bonde · b5 svart bonde · d5 svart bonde · g5 svart drottning · a4 vit bonde · b4 vit bonde · d4 vit springare · e4 svart bonde · f4 svart torn · a3 vit löpare · c3 vit bonde · e3 vit drottning · h3 vit bonde · g2 vit löpare · a1 vit torn · d1 svart springare · g1 vit kung | h8 svart kung · c7 svart bonde · g7 svart bonde · h7 svart bonde · a6 svart bonde · b5 svart bonde · d5 svart bonde · g5 svart drottning · a4 vit bonde · b4 vit bonde · d4 vit springare · e4 svart bonde · f4 svart torn · a3 vit löpare · c3 vit bonde · e3 vit drottning · h3 vit bonde · g2 vit löpare · a1 vit torn · d1 svart springare · g1 vit kung | h8 svart kung · c7 svart bonde · g7 svart bonde · h7 svart bonde · a6 svart bonde · b5 svart bonde · d5 svart bonde · g5 svart drottning · a4 vit bonde · b4 vit bonde · d4 vit springare · e4 svart bonde · f4 svart torn · a3 vit löpare · c3 vit bonde · e3 vit drottning · h3 vit bonde · g2 vit löpare · a1 vit torn · d1 svart springare · g1 vit kung | h8 svart kung · c7 svart bonde · g7 svart bonde · h7 svart bonde · a6 svart bonde · b5 svart bonde · d5 svart bonde · g5 svart drottning · a4 vit bonde · b4 vit bonde · d4 vit springare · e4 svart bonde · f4 svart torn · a3 vit löpare · c3 vit bonde · e3 vit drottning · h3 vit bonde · g2 vit löpare · a1 vit torn · d1 svart springare · g1 vit kung | h8 svart kung · c7 svart bonde · g7 svart bonde · h7 svart bonde · a6 svart bonde · b5 svart bonde · d5 svart bonde · g5 svart drottning · a4 vit bonde · b4 vit bonde · d4 vit springare · e4 svart bonde · f4 svart torn · a3 vit löpare · c3 vit bonde · e3 vit drottning · h3 vit bonde · g2 vit löpare · a1 vit torn · d1 svart springare · g1 vit kung | h8 svart kung · c7 svart bonde · g7 svart bonde · h7 svart bonde · a6 svart bonde · b5 svart bonde · d5 svart bonde · g5 svart drottning · a4 vit bonde · b4 vit bonde · d4 vit springare · e4 svart bonde · f4 svart torn · a3 vit löpare · c3 vit bonde · e3 vit drottning · h3 vit bonde · g2 vit löpare · a1 vit torn · d1 svart springare · g1 vit kung | h8 svart kung · c7 svart bonde · g7 svart bonde · h7 svart bonde · a6 svart bonde · b5 svart bonde · d5 svart bonde · g5 svart drottning · a4 vit bonde · b4 vit bonde · d4 vit springare · e4 svart bonde · f4 svart torn · a3 vit löpare · c3 vit bonde · e3 vit drottning · h3 vit bonde · g2 vit löpare · a1 vit torn · d1 svart springare · g1 vit kung | 7 |
| 6 | h8 svart kung · c7 svart bonde · g7 svart bonde · h7 svart bonde · a6 svart bonde · b5 svart bonde · d5 svart bonde · g5 svart drottning · a4 vit bonde · b4 vit bonde · d4 vit springare · e4 svart bonde · f4 svart torn · a3 vit löpare · c3 vit bonde · e3 vit drottning · h3 vit bonde · g2 vit löpare · a1 vit torn · d1 svart springare · g1 vit kung | h8 svart kung · c7 svart bonde · g7 svart bonde · h7 svart bonde · a6 svart bonde · b5 svart bonde · d5 svart bonde · g5 svart drottning · a4 vit bonde · b4 vit bonde · d4 vit springare · e4 svart bonde · f4 svart torn · a3 vit löpare · c3 vit bonde · e3 vit drottning · h3 vit bonde · g2 vit löpare · a1 vit torn · d1 svart springare · g1 vit kung | h8 svart kung · c7 svart bonde · g7 svart bonde · h7 svart bonde · a6 svart bonde · b5 svart bonde · d5 svart bonde · g5 svart drottning · a4 vit bonde · b4 vit bonde · d4 vit springare · e4 svart bonde · f4 svart torn · a3 vit löpare · c3 vit bonde · e3 vit drottning · h3 vit bonde · g2 vit löpare · a1 vit torn · d1 svart springare · g1 vit kung | h8 svart kung · c7 svart bonde · g7 svart bonde · h7 svart bonde · a6 svart bonde · b5 svart bonde · d5 svart bonde · g5 svart drottning · a4 vit bonde · b4 vit bonde · d4 vit springare · e4 svart bonde · f4 svart torn · a3 vit löpare · c3 vit bonde · e3 vit drottning · h3 vit bonde · g2 vit löpare · a1 vit torn · d1 svart springare · g1 vit kung | h8 svart kung · c7 svart bonde · g7 svart bonde · h7 svart bonde · a6 svart bonde · b5 svart bonde · d5 svart bonde · g5 svart drottning · a4 vit bonde · b4 vit bonde · d4 vit springare · e4 svart bonde · f4 svart torn · a3 vit löpare · c3 vit bonde · e3 vit drottning · h3 vit bonde · g2 vit löpare · a1 vit torn · d1 svart springare · g1 vit kung | h8 svart kung · c7 svart bonde · g7 svart bonde · h7 svart bonde · a6 svart bonde · b5 svart bonde · d5 svart bonde · g5 svart drottning · a4 vit bonde · b4 vit bonde · d4 vit springare · e4 svart bonde · f4 svart torn · a3 vit löpare · c3 vit bonde · e3 vit drottning · h3 vit bonde · g2 vit löpare · a1 vit torn · d1 svart springare · g1 vit kung | h8 svart kung · c7 svart bonde · g7 svart bonde · h7 svart bonde · a6 svart bonde · b5 svart bonde · d5 svart bonde · g5 svart drottning · a4 vit bonde · b4 vit bonde · d4 vit springare · e4 svart bonde · f4 svart torn · a3 vit löpare · c3 vit bonde · e3 vit drottning · h3 vit bonde · g2 vit löpare · a1 vit torn · d1 svart springare · g1 vit kung | h8 svart kung · c7 svart bonde · g7 svart bonde · h7 svart bonde · a6 svart bonde · b5 svart bonde · d5 svart bonde · g5 svart drottning · a4 vit bonde · b4 vit bonde · d4 vit springare · e4 svart bonde · f4 svart torn · a3 vit löpare · c3 vit bonde · e3 vit drottning · h3 vit bonde · g2 vit löpare · a1 vit torn · d1 svart springare · g1 vit kung | 6 |
| 5 | h8 svart kung · c7 svart bonde · g7 svart bonde · h7 svart bonde · a6 svart bonde · b5 svart bonde · d5 svart bonde · g5 svart drottning · a4 vit bonde · b4 vit bonde · d4 vit springare · e4 svart bonde · f4 svart torn · a3 vit löpare · c3 vit bonde · e3 vit drottning · h3 vit bonde · g2 vit löpare · a1 vit torn · d1 svart springare · g1 vit kung | h8 svart kung · c7 svart bonde · g7 svart bonde · h7 svart bonde · a6 svart bonde · b5 svart bonde · d5 svart bonde · g5 svart drottning · a4 vit bonde · b4 vit bonde · d4 vit springare · e4 svart bonde · f4 svart torn · a3 vit löpare · c3 vit bonde · e3 vit drottning · h3 vit bonde · g2 vit löpare · a1 vit torn · d1 svart springare · g1 vit kung | h8 svart kung · c7 svart bonde · g7 svart bonde · h7 svart bonde · a6 svart bonde · b5 svart bonde · d5 svart bonde · g5 svart drottning · a4 vit bonde · b4 vit bonde · d4 vit springare · e4 svart bonde · f4 svart torn · a3 vit löpare · c3 vit bonde · e3 vit drottning · h3 vit bonde · g2 vit löpare · a1 vit torn · d1 svart springare · g1 vit kung | h8 svart kung · c7 svart bonde · g7 svart bonde · h7 svart bonde · a6 svart bonde · b5 svart bonde · d5 svart bonde · g5 svart drottning · a4 vit bonde · b4 vit bonde · d4 vit springare · e4 svart bonde · f4 svart torn · a3 vit löpare · c3 vit bonde · e3 vit drottning · h3 vit bonde · g2 vit löpare · a1 vit torn · d1 svart springare · g1 vit kung | h8 svart kung · c7 svart bonde · g7 svart bonde · h7 svart bonde · a6 svart bonde · b5 svart bonde · d5 svart bonde · g5 svart drottning · a4 vit bonde · b4 vit bonde · d4 vit springare · e4 svart bonde · f4 svart torn · a3 vit löpare · c3 vit bonde · e3 vit drottning · h3 vit bonde · g2 vit löpare · a1 vit torn · d1 svart springare · g1 vit kung | h8 svart kung · c7 svart bonde · g7 svart bonde · h7 svart bonde · a6 svart bonde · b5 svart bonde · d5 svart bonde · g5 svart drottning · a4 vit bonde · b4 vit bonde · d4 vit springare · e4 svart bonde · f4 svart torn · a3 vit löpare · c3 vit bonde · e3 vit drottning · h3 vit bonde · g2 vit löpare · a1 vit torn · d1 svart springare · g1 vit kung | h8 svart kung · c7 svart bonde · g7 svart bonde · h7 svart bonde · a6 svart bonde · b5 svart bonde · d5 svart bonde · g5 svart drottning · a4 vit bonde · b4 vit bonde · d4 vit springare · e4 svart bonde · f4 svart torn · a3 vit löpare · c3 vit bonde · e3 vit drottning · h3 vit bonde · g2 vit löpare · a1 vit torn · d1 svart springare · g1 vit kung | h8 svart kung · c7 svart bonde · g7 svart bonde · h7 svart bonde · a6 svart bonde · b5 svart bonde · d5 svart bonde · g5 svart drottning · a4 vit bonde · b4 vit bonde · d4 vit springare · e4 svart bonde · f4 svart torn · a3 vit löpare · c3 vit bonde · e3 vit drottning · h3 vit bonde · g2 vit löpare · a1 vit torn · d1 svart springare · g1 vit kung | 5 |
| 4 | h8 svart kung · c7 svart bonde · g7 svart bonde · h7 svart bonde · a6 svart bonde · b5 svart bonde · d5 svart bonde · g5 svart drottning · a4 vit bonde · b4 vit bonde · d4 vit springare · e4 svart bonde · f4 svart torn · a3 vit löpare · c3 vit bonde · e3 vit drottning · h3 vit bonde · g2 vit löpare · a1 vit torn · d1 svart springare · g1 vit kung | h8 svart kung · c7 svart bonde · g7 svart bonde · h7 svart bonde · a6 svart bonde · b5 svart bonde · d5 svart bonde · g5 svart drottning · a4 vit bonde · b4 vit bonde · d4 vit springare · e4 svart bonde · f4 svart torn · a3 vit löpare · c3 vit bonde · e3 vit drottning · h3 vit bonde · g2 vit löpare · a1 vit torn · d1 svart springare · g1 vit kung | h8 svart kung · c7 svart bonde · g7 svart bonde · h7 svart bonde · a6 svart bonde · b5 svart bonde · d5 svart bonde · g5 svart drottning · a4 vit bonde · b4 vit bonde · d4 vit springare · e4 svart bonde · f4 svart torn · a3 vit löpare · c3 vit bonde · e3 vit drottning · h3 vit bonde · g2 vit löpare · a1 vit torn · d1 svart springare · g1 vit kung | h8 svart kung · c7 svart bonde · g7 svart bonde · h7 svart bonde · a6 svart bonde · b5 svart bonde · d5 svart bonde · g5 svart drottning · a4 vit bonde · b4 vit bonde · d4 vit springare · e4 svart bonde · f4 svart torn · a3 vit löpare · c3 vit bonde · e3 vit drottning · h3 vit bonde · g2 vit löpare · a1 vit torn · d1 svart springare · g1 vit kung | h8 svart kung · c7 svart bonde · g7 svart bonde · h7 svart bonde · a6 svart bonde · b5 svart bonde · d5 svart bonde · g5 svart drottning · a4 vit bonde · b4 vit bonde · d4 vit springare · e4 svart bonde · f4 svart torn · a3 vit löpare · c3 vit bonde · e3 vit drottning · h3 vit bonde · g2 vit löpare · a1 vit torn · d1 svart springare · g1 vit kung | h8 svart kung · c7 svart bonde · g7 svart bonde · h7 svart bonde · a6 svart bonde · b5 svart bonde · d5 svart bonde · g5 svart drottning · a4 vit bonde · b4 vit bonde · d4 vit springare · e4 svart bonde · f4 svart torn · a3 vit löpare · c3 vit bonde · e3 vit drottning · h3 vit bonde · g2 vit löpare · a1 vit torn · d1 svart springare · g1 vit kung | h8 svart kung · c7 svart bonde · g7 svart bonde · h7 svart bonde · a6 svart bonde · b5 svart bonde · d5 svart bonde · g5 svart drottning · a4 vit bonde · b4 vit bonde · d4 vit springare · e4 svart bonde · f4 svart torn · a3 vit löpare · c3 vit bonde · e3 vit drottning · h3 vit bonde · g2 vit löpare · a1 vit torn · d1 svart springare · g1 vit kung | h8 svart kung · c7 svart bonde · g7 svart bonde · h7 svart bonde · a6 svart bonde · b5 svart bonde · d5 svart bonde · g5 svart drottning · a4 vit bonde · b4 vit bonde · d4 vit springare · e4 svart bonde · f4 svart torn · a3 vit löpare · c3 vit bonde · e3 vit drottning · h3 vit bonde · g2 vit löpare · a1 vit torn · d1 svart springare · g1 vit kung | 4 |
| 3 | h8 svart kung · c7 svart bonde · g7 svart bonde · h7 svart bonde · a6 svart bonde · b5 svart bonde · d5 svart bonde · g5 svart drottning · a4 vit bonde · b4 vit bonde · d4 vit springare · e4 svart bonde · f4 svart torn · a3 vit löpare · c3 vit bonde · e3 vit drottning · h3 vit bonde · g2 vit löpare · a1 vit torn · d1 svart springare · g1 vit kung | h8 svart kung · c7 svart bonde · g7 svart bonde · h7 svart bonde · a6 svart bonde · b5 svart bonde · d5 svart bonde · g5 svart drottning · a4 vit bonde · b4 vit bonde · d4 vit springare · e4 svart bonde · f4 svart torn · a3 vit löpare · c3 vit bonde · e3 vit drottning · h3 vit bonde · g2 vit löpare · a1 vit torn · d1 svart springare · g1 vit kung | h8 svart kung · c7 svart bonde · g7 svart bonde · h7 svart bonde · a6 svart bonde · b5 svart bonde · d5 svart bonde · g5 svart drottning · a4 vit bonde · b4 vit bonde · d4 vit springare · e4 svart bonde · f4 svart torn · a3 vit löpare · c3 vit bonde · e3 vit drottning · h3 vit bonde · g2 vit löpare · a1 vit torn · d1 svart springare · g1 vit kung | h8 svart kung · c7 svart bonde · g7 svart bonde · h7 svart bonde · a6 svart bonde · b5 svart bonde · d5 svart bonde · g5 svart drottning · a4 vit bonde · b4 vit bonde · d4 vit springare · e4 svart bonde · f4 svart torn · a3 vit löpare · c3 vit bonde · e3 vit drottning · h3 vit bonde · g2 vit löpare · a1 vit torn · d1 svart springare · g1 vit kung | h8 svart kung · c7 svart bonde · g7 svart bonde · h7 svart bonde · a6 svart bonde · b5 svart bonde · d5 svart bonde · g5 svart drottning · a4 vit bonde · b4 vit bonde · d4 vit springare · e4 svart bonde · f4 svart torn · a3 vit löpare · c3 vit bonde · e3 vit drottning · h3 vit bonde · g2 vit löpare · a1 vit torn · d1 svart springare · g1 vit kung | h8 svart kung · c7 svart bonde · g7 svart bonde · h7 svart bonde · a6 svart bonde · b5 svart bonde · d5 svart bonde · g5 svart drottning · a4 vit bonde · b4 vit bonde · d4 vit springare · e4 svart bonde · f4 svart torn · a3 vit löpare · c3 vit bonde · e3 vit drottning · h3 vit bonde · g2 vit löpare · a1 vit torn · d1 svart springare · g1 vit kung | h8 svart kung · c7 svart bonde · g7 svart bonde · h7 svart bonde · a6 svart bonde · b5 svart bonde · d5 svart bonde · g5 svart drottning · a4 vit bonde · b4 vit bonde · d4 vit springare · e4 svart bonde · f4 svart torn · a3 vit löpare · c3 vit bonde · e3 vit drottning · h3 vit bonde · g2 vit löpare · a1 vit torn · d1 svart springare · g1 vit kung | h8 svart kung · c7 svart bonde · g7 svart bonde · h7 svart bonde · a6 svart bonde · b5 svart bonde · d5 svart bonde · g5 svart drottning · a4 vit bonde · b4 vit bonde · d4 vit springare · e4 svart bonde · f4 svart torn · a3 vit löpare · c3 vit bonde · e3 vit drottning · h3 vit bonde · g2 vit löpare · a1 vit torn · d1 svart springare · g1 vit kung | 3 |
| 2 | h8 svart kung · c7 svart bonde · g7 svart bonde · h7 svart bonde · a6 svart bonde · b5 svart bonde · d5 svart bonde · g5 svart drottning · a4 vit bonde · b4 vit bonde · d4 vit springare · e4 svart bonde · f4 svart torn · a3 vit löpare · c3 vit bonde · e3 vit drottning · h3 vit bonde · g2 vit löpare · a1 vit torn · d1 svart springare · g1 vit kung | h8 svart kung · c7 svart bonde · g7 svart bonde · h7 svart bonde · a6 svart bonde · b5 svart bonde · d5 svart bonde · g5 svart drottning · a4 vit bonde · b4 vit bonde · d4 vit springare · e4 svart bonde · f4 svart torn · a3 vit löpare · c3 vit bonde · e3 vit drottning · h3 vit bonde · g2 vit löpare · a1 vit torn · d1 svart springare · g1 vit kung | h8 svart kung · c7 svart bonde · g7 svart bonde · h7 svart bonde · a6 svart bonde · b5 svart bonde · d5 svart bonde · g5 svart drottning · a4 vit bonde · b4 vit bonde · d4 vit springare · e4 svart bonde · f4 svart torn · a3 vit löpare · c3 vit bonde · e3 vit drottning · h3 vit bonde · g2 vit löpare · a1 vit torn · d1 svart springare · g1 vit kung | h8 svart kung · c7 svart bonde · g7 svart bonde · h7 svart bonde · a6 svart bonde · b5 svart bonde · d5 svart bonde · g5 svart drottning · a4 vit bonde · b4 vit bonde · d4 vit springare · e4 svart bonde · f4 svart torn · a3 vit löpare · c3 vit bonde · e3 vit drottning · h3 vit bonde · g2 vit löpare · a1 vit torn · d1 svart springare · g1 vit kung | h8 svart kung · c7 svart bonde · g7 svart bonde · h7 svart bonde · a6 svart bonde · b5 svart bonde · d5 svart bonde · g5 svart drottning · a4 vit bonde · b4 vit bonde · d4 vit springare · e4 svart bonde · f4 svart torn · a3 vit löpare · c3 vit bonde · e3 vit drottning · h3 vit bonde · g2 vit löpare · a1 vit torn · d1 svart springare · g1 vit kung | h8 svart kung · c7 svart bonde · g7 svart bonde · h7 svart bonde · a6 svart bonde · b5 svart bonde · d5 svart bonde · g5 svart drottning · a4 vit bonde · b4 vit bonde · d4 vit springare · e4 svart bonde · f4 svart torn · a3 vit löpare · c3 vit bonde · e3 vit drottning · h3 vit bonde · g2 vit löpare · a1 vit torn · d1 svart springare · g1 vit kung | h8 svart kung · c7 svart bonde · g7 svart bonde · h7 svart bonde · a6 svart bonde · b5 svart bonde · d5 svart bonde · g5 svart drottning · a4 vit bonde · b4 vit bonde · d4 vit springare · e4 svart bonde · f4 svart torn · a3 vit löpare · c3 vit bonde · e3 vit drottning · h3 vit bonde · g2 vit löpare · a1 vit torn · d1 svart springare · g1 vit kung | h8 svart kung · c7 svart bonde · g7 svart bonde · h7 svart bonde · a6 svart bonde · b5 svart bonde · d5 svart bonde · g5 svart drottning · a4 vit bonde · b4 vit bonde · d4 vit springare · e4 svart bonde · f4 svart torn · a3 vit löpare · c3 vit bonde · e3 vit drottning · h3 vit bonde · g2 vit löpare · a1 vit torn · d1 svart springare · g1 vit kung | 2 |
| 1 | h8 svart kung · c7 svart bonde · g7 svart bonde · h7 svart bonde · a6 svart bonde · b5 svart bonde · d5 svart bonde · g5 svart drottning · a4 vit bonde · b4 vit bonde · d4 vit springare · e4 svart bonde · f4 svart torn · a3 vit löpare · c3 vit bonde · e3 vit drottning · h3 vit bonde · g2 vit löpare · a1 vit torn · d1 svart springare · g1 vit kung | h8 svart kung · c7 svart bonde · g7 svart bonde · h7 svart bonde · a6 svart bonde · b5 svart bonde · d5 svart bonde · g5 svart drottning · a4 vit bonde · b4 vit bonde · d4 vit springare · e4 svart bonde · f4 svart torn · a3 vit löpare · c3 vit bonde · e3 vit drottning · h3 vit bonde · g2 vit löpare · a1 vit torn · d1 svart springare · g1 vit kung | h8 svart kung · c7 svart bonde · g7 svart bonde · h7 svart bonde · a6 svart bonde · b5 svart bonde · d5 svart bonde · g5 svart drottning · a4 vit bonde · b4 vit bonde · d4 vit springare · e4 svart bonde · f4 svart torn · a3 vit löpare · c3 vit bonde · e3 vit drottning · h3 vit bonde · g2 vit löpare · a1 vit torn · d1 svart springare · g1 vit kung | h8 svart kung · c7 svart bonde · g7 svart bonde · h7 svart bonde · a6 svart bonde · b5 svart bonde · d5 svart bonde · g5 svart drottning · a4 vit bonde · b4 vit bonde · d4 vit springare · e4 svart bonde · f4 svart torn · a3 vit löpare · c3 vit bonde · e3 vit drottning · h3 vit bonde · g2 vit löpare · a1 vit torn · d1 svart springare · g1 vit kung | h8 svart kung · c7 svart bonde · g7 svart bonde · h7 svart bonde · a6 svart bonde · b5 svart bonde · d5 svart bonde · g5 svart drottning · a4 vit bonde · b4 vit bonde · d4 vit springare · e4 svart bonde · f4 svart torn · a3 vit löpare · c3 vit bonde · e3 vit drottning · h3 vit bonde · g2 vit löpare · a1 vit torn · d1 svart springare · g1 vit kung | h8 svart kung · c7 svart bonde · g7 svart bonde · h7 svart bonde · a6 svart bonde · b5 svart bonde · d5 svart bonde · g5 svart drottning · a4 vit bonde · b4 vit bonde · d4 vit springare · e4 svart bonde · f4 svart torn · a3 vit löpare · c3 vit bonde · e3 vit drottning · h3 vit bonde · g2 vit löpare · a1 vit torn · d1 svart springare · g1 vit kung | h8 svart kung · c7 svart bonde · g7 svart bonde · h7 svart bonde · a6 svart bonde · b5 svart bonde · d5 svart bonde · g5 svart drottning · a4 vit bonde · b4 vit bonde · d4 vit springare · e4 svart bonde · f4 svart torn · a3 vit löpare · c3 vit bonde · e3 vit drottning · h3 vit bonde · g2 vit löpare · a1 vit torn · d1 svart springare · g1 vit kung | h8 svart kung · c7 svart bonde · g7 svart bonde · h7 svart bonde · a6 svart bonde · b5 svart bonde · d5 svart bonde · g5 svart drottning · a4 vit bonde · b4 vit bonde · d4 vit springare · e4 svart bonde · f4 svart torn · a3 vit löpare · c3 vit bonde · e3 vit drottning · h3 vit bonde · g2 vit löpare · a1 vit torn · d1 svart springare · g1 vit kung | 1 |
|   | a | b | c | d | e | f | g | h |   |

Ett misstag, eller en ”blunder”, är i ett schackparti ett mycket dåligt drag, som oftast orsakas av ett förbiseende, antingen på grund av tidspress (se betänketid), övermod eller oförsiktighet. Präktigare misstag kallas ibland bortsättning, särskilt vid förlust av pjäs.
Vad som bedöms vara en blunder, snarare än ett ordinärt misstag, är i hög grad subjektivt. Ett dåligt drag från en nybörjare kan förklaras av bristande skicklighet, medan samma drag från en erfaren spelare kan betecknas som en blunder. I schacknotation märks en blunder vanligtvis med dubbla frågetecken, "??", efter draget, medan ett vanligt misstag betecknas med ett frågetecken, "?".
En metod för att undvika blundrar som tidigare rekommenderades är att skriva draget på sitt partiprotokoll i förväg. Under nedskrivningen kommer spelaren omedvetet tänka på dragets följder. Denna vana var inte ovanlig till och med på stormästarnivå. Metoden är dock förbjuden på vissa schackturneringar, enligt den internationella schackfederationen FIDE:s spelregler. Den blev förbjuden år 2005, och FIDE krävde istället att draget skulle göras innan spelaren skrev ned det. Reglerna tillämpas från 1 januari 2007 även av USA:s schackfederation (en ändring av regel 15A), även om reglerna inte tillämpas av alla schackförbund.